# Butch Cassidy
Robert LeRoy Parker (13 tháng 4 năm 1866 – 3 tháng 11 năm 1908), nổi tiếng với cái tên Butch Cassidy, là một tên cướp tàu, cướp ngân hàng khét tiếng người Mỹ, cầm đầu Wild Bunch Gang ở American Old West. Cassidy từng tiến hành cướp bóc ở thị trấn Buford và bị đi tù tại nhà tù Wyoming Territorial ở Laramie, cách thị trấn Buford 26 dặm về phía Tây.